# Samm Levine
Samuel Franklin "Samm" Levine (født 12. marts 1982) er en amerikansk tv-og-film- skuespiller. Han er kendt for sin skildring af Neal Schweiber i NBC's korte serie Freaks and Geeks og PFC Hirschberg i hitfilmen Inglourious Basterds fra 2009.
Levine blev født i Chicago, Illinois, men opvokset i Fort Lee, New Jersey. Hans far er tandlæge (ligesom faren til hans karakter, Neal Schweiber i Freaks and Geeks). Levine er det yngste medlem af New Yorks Friars' Club. Han tilføjede et ekstra "M" til sit navn, fordi hans Actors Guild allerede havde en fortegnelse for en »Sam Levine".
Levine har fået tildelt rollen som en karakter i den sjette og sidste sæson af ABC's Lost kun som en lille rolle, som blev skrevet til ham af Lost-medskaberen Damon Lindelof. Lindelof har tilsyneladende i de sidste seks år sagt: "Jeg har tænkt mig at skrive noget til dig i showet'. Han spillede derefter rollen som en ekspedient i det tolvte afsnit kaldet " Everybody Loves Hugo. 
Levine er medspiller i internettet talkshowet Kevin Pollak's Chat Show.
Levine har optrådt i serier som Spin City, The Steve Harvey Show, Boston Public, Undeclared, Raising Dad, The Drew Carey Show, Dengang i 70'erne, Life as We Know It, That '70s Show, How I Met Your Mother, My Name Is Earl, Entourage, Veronica Mars og Family Guy. Hans film inkluderer Not Another Teen Movie, Club Dread, Pulse, Sydney White og Anderson's Cross.